# Breviraja spinosa
Breviraja spinosa, popularmente conhecida como raia-espinhosa ou arraia-espinhosa, é uma espécie de arraia da família dos rajídeos (Rajidae). É uma espécie relativamente pouco conhecido, que habita o Oceano Atlântico desde os Estados Unidos, até o norte da América do Sul.

## Etimologia
O nome genérico Breviraja é formado pelo latim brevis, "curto, breve", e raja, "raia". O nome popular Raia foi registrada pela primeira vez no século XIII como raya. Arraia é uma provável forma protética, fruto da aglutinação do substantivo com o artigo definido a. Nessa forma, ocorreu pela primeira vez em 1367 como arraya.

## Taxonomia
Breviraja spinosa foi descrita por Henry Bigelow e William Schroeder em 1950 (holótipo: MCZ 36373). McEachran & Matheson (1985), por meio de análises de componentes principais com base em caracteres morfológicos, análise univariada de caracteres merísticos e estudo da morfologia do condrocrânio, escápulocoracoide, mixopterígios e padrões de coloração, identificaram quatro padrões morfológicos distintos em Breviraja spinosa. Com base nessas diferenças, os autores propuseram a divisão de B. spinosa em mais três espécies: B. nigriventralis, B. claramaculata e B. schroederi.

## Descrição
Breviraja spinosa pode atingir até 33 centímetros de comprimento total. Apresenta disco em forma de coração, mais largo (1,19×) do que longo, com margens frontais onduladas e pontas dos peitorais arredondadas. O focinho é curto, rombudo e flexível, sustentado quase até a ponta por uma cartilagem de extremidade fina. Os raios das nadadeiras peitorais se estendem quase até o final do focinho. Os olhos estão posicionados no topo da cabeça, com espiráculos logo atrás. As narinas situam-se um pouco à frente da boca, e seus lobos frontais formam uma cortina entre as narinas e a abertura bucal, que é moderadamente arqueada em cada lado do centro. A mandíbula inferior não possui espátula sobrepondo-se ao recorte central da mandíbula superior.
A nadadeira pélvica apresenta dois lobos distintos unidos por membrana, sendo o lobo posterior maior e o anterior com 66–77% de seu comprimento. A cauda mede de 1,37 a 1,57 vezes o comprimento do disco, com base mais larga que o olho, e possui duas nadadeiras dorsais contíguas. A nadadeira caudal tem um lobo superior com menos da metade da altura da segunda nadadeira dorsal e não possui lobo inferior. Uma dobra estreita se estende ao longo do quarto posterior da cauda até sua ponta. Os órgãos sexuais dos machos têm formato de bastão, afilando-se em uma ponta estreita.
A superfície dorsal do disco é marrom-clara ou bronzeada, com algumas manchas esbranquiçadas, e sua textura é uniformemente coberta por pequenos dentículos, exceto nas nadadeiras pélvicas. Há fileiras irregulares de espinhos ao longo da região central do disco, com espinhos de cones basais lisos, distribuídos da seguinte forma: 6–9 em semicírculo ao redor dos olhos, 15–22 formando uma mancha triangular na nuca e ombros, três fileiras centrais que se estendem do ponto de maior largura do disco até a primeira nadadeira dorsal, e mais uma fileira de cada lado ao longo da porção frontal da cauda. Os espinhos da linha média são muito pequenos, enquanto os da cauda são mais desenvolvidos. A superfície ventral do disco e da cauda é lisa. A face inferior é esbranquiçada ou branco-amarelada, podendo apresentar áreas escurecidas no centro do ventre, nos lobos frontais das nadadeiras pélvicas e no quarto frontal da cauda.

## Distribuição e habitat
A distribuição de Breviraja spinosa é relativamente restrita, ocorrendo na América do Norte (Estados Unidos (Carolina do Sul, Flórida e Geórgia) e México (Campeche, Tabasco, Veracruz e Iucatã)), Caribe (Baamas, Jamaica), América Central (Nicarágua e Panamá) e América do Sul (Colômbia, Guiana Francesa e Suriname). No Brasil, foram feitas observações da espécie no litoral norte (foz do rio Amazonas), cujos espécimes foram descartados e sua análise foi feita através de fotos. Habita fundos batídemersais nos taludes continentais superiores, em profundidades entre 365 e 670 metros, no substrato arenoso e lodoso; outras fontes atribuem profundidades de até 1 330 metros.

## Biologia e ecologia
Breviraja spinosa alimenta-se de gastrópodes e bivalves bentônicos móveis, crustáceos bentônicos móveis (como camarões e caranguejos) e peixes ósseos. Espécie bentônica, sem fase ou larva pelágica. É ovípara, depositando cápsulas rígidas com projeções em chifres; os embriões alimentam-se exclusivamente do vitelo. Os machos atingem a maturidade sexual com cerca de 25 centímetros de comprimento total, enquanto as fêmeas maturam por volta dos 29 centímetros.

## Conservação
A União Internacional para a Conservação da Natureza (UICN) classifica Breviraja spinosa como pouco preocupante (LC), apesar dos poucos dados a respeito dela. Em 2018, foi classificada como pouco preocupante (LC) no Livro Vermelho da Fauna Brasileira Ameaçada de Extinção do Instituto Chico Mendes de Conservação da Biodiversidade (ICMBio). Não há informações específicas sobre a captura acidental desta espécie. Contudo, pode ser capturada incidentalmente pela pesca de arrasto direcionada ao camarão-vermelho-real (Pleoticus robustus), que opera entre 250 e 550 metros de profundidade no golfo do México dos Estados Unidos e ao longo da costa atlântica até o norte da Carolina do Norte. Essa atividade pesqueira ocorre em áreas relativamente limitadas, com poucas embarcações em operação, e a cobertura por observadores tem sido baixa, resultando em escassez de dados sobre a captura incidental. Além disso, a pesca comercial com espinhel bentônico, voltada para tubarões e peixes de recife, atua no golfo do México e na costa atlântica dos Estados Unidos, do Texas até a Carolina do Norte, em profundidades entre três e 355 metros. No sudeste dos Estados Unidos, raias foram registradas como captura acessória apenas na pesca de tubarões costeiros-alvo, em profundidades de três a 30 metros, representando menos de 2% da captura, com a maioria sendo descartada viva. De modo geral, suspeita-se que grande parte da área de distribuição da espécie esteja fora do alcance das atividades pesqueiras, oferecendo-lhe refúgio em profundidades maiores.